# Bibio necotus
Bibio necotus är en tvåvingeart som beskrevs av Hardy 1937. Bibio necotus ingår i släktet Bibio och familjen hårmyggor.
Artens utbredningsområde är Washington. Inga underarter finns listade i Catalogue of Life.